# 洛巴赫河 (阿沙河支流)
49°31′35″N 12°34′56″E / 49.52638°N 12.58214°E

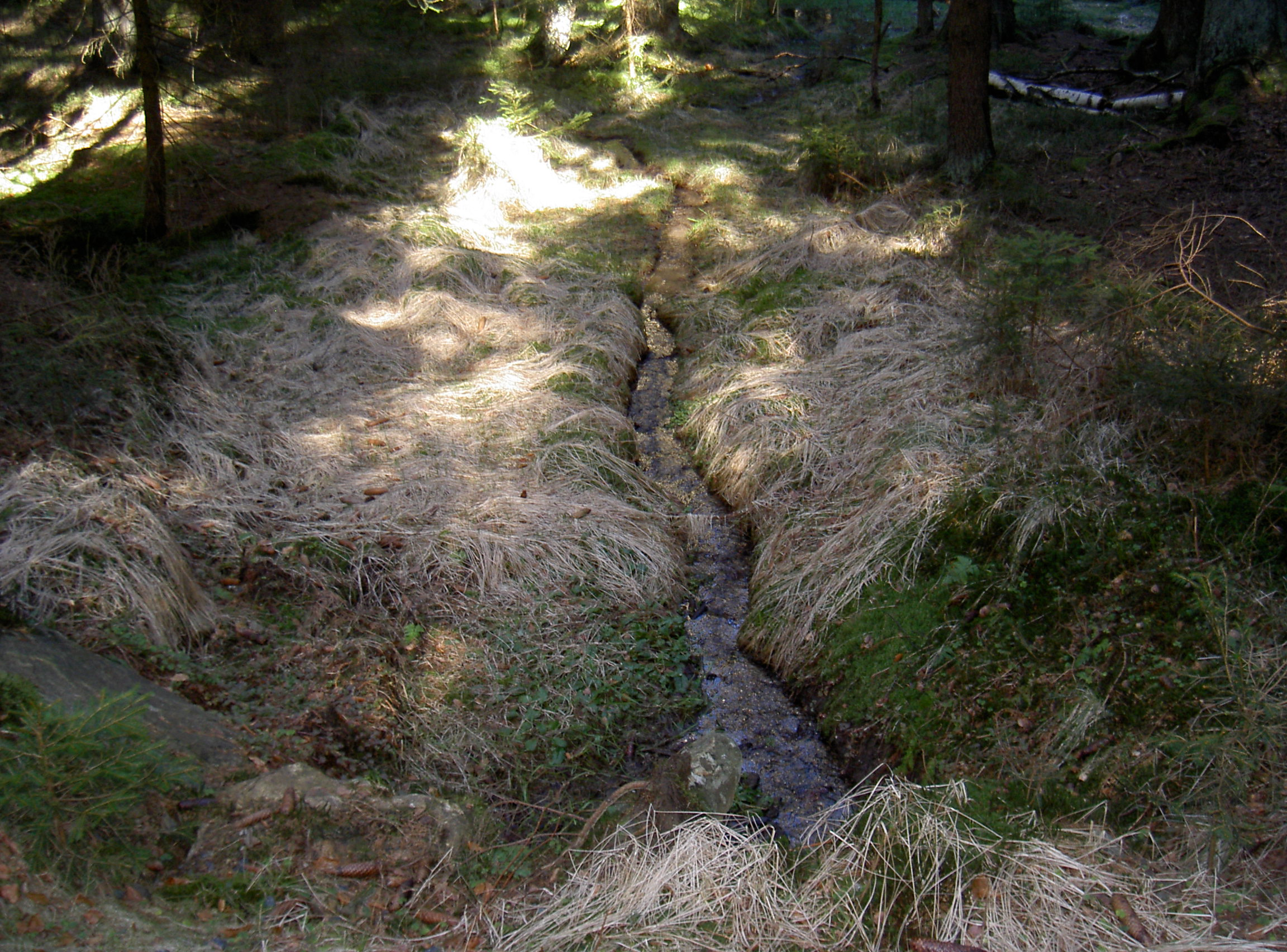

洛巴赫河（德語：Lohbach），是德國的河流，位於該國東南部，由巴伐利亞負責管轄，屬於阿沙河的左支流，河道全長3.1公里，流域面積4.2平方公里，河畔城鎮有申塞。